# Galepus jouberti
Galepus jouberti è un terapside estinto, appartenente agli anomodonti. Visse nel Permiano medio (circa 265 - 260 milioni di anni fa) e i suoi resti fossili sono stati ritrovati in Sudafrica.

## Descrizione
Questo animale era di piccole dimensioni, e doveva essere vagamente simile a una lucertola.
Il cranio era dotato di grandi orbite, il muso era ampio e le finestre temporali erano più corte delle orbite. Tra le finestre temporali, la scatola cranica era piuttosto larga anche se le ossa parietali erano strette; il forame pineale era grande. Le ossa frontali erano ben sviluppate. Le arcate zigomatiche erano lunghe e sottili. L'osso squamoso era dotato di un processo discendente, e la mandibola si articolava immediatamente al di sotto dell'occhio. L'osso quadrato era piccolo. L'osso mascellare, separato dal nasale tramite l'osso lacrimale e l'osso septomascellare, era poco elevato ed era dotato di una fila di denti quasi uguali fra loro, senza una distinzione dei canini. Il margine superiore dell'osso dentale era leggermente concavo e mostrava sei o sette denti inseriti non sulla parte esterna del margine, ma sulla parte mediale. 
Lo scheletro assiale era caratterizzato da vertebre la cui struttura sembrava circondare una notocorda persistente; gli archi non erano fusi ai centri vertebrali. Erano presenti 28 vertebre presacrali e due o tre vertebre sacrali. La coda era molto lunga. Le ossa delle zampe erano sottili e allungate; l'apofisi dell'olecrano era poco marcata, mentre il bacino era dotato di un grande forame otturatore. Gli artigli erano poco sviluppati.

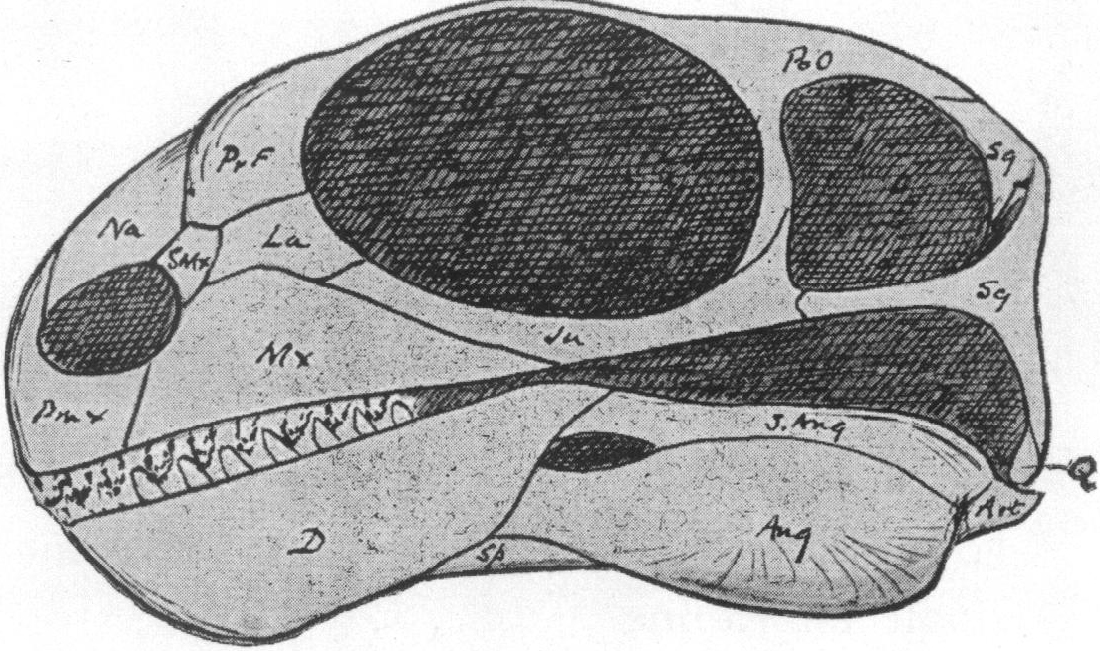
Ricostruzione del cranio di Galepus jouberti

## Classificazione
Galepus jouberti venne descritto per la prima volta nel 1910 da Robert Broom, sulla base di resti fossili ritrovati in Sudafrica e databili al Permiano medio. Storicamente questo animale è stato classificato, insieme agli affini Galechirus e Galeops, all'interno del gruppo dei Dromasauria, piccoli animali simili a lucertole considerati vicini all'origine dei dicinodonti. Studi più recenti, tuttavia, indicano che i "dromasauri" non formerebbero un gruppo monofiletico ma parafiletico, e pertanto non sarebbe un gruppo cladisticamente valido. Galepus è visto attualmente come un membro dei Chainosauria, un gruppo di terapsidi comprendente anche i dicinodonti e altri anomodonti come Patranomodon.

## Paleobiologia
Probabilmente Galepus era un piccolo erbivoro piuttosto agile. È anche possibile che si nutrisse di insetti.